# Cymbiola magnifica
Cymbiola magnifica is een slakkensoort uit de familie van de Volutidae. De wetenschappelijke naam van de soort is voor het eerst geldig gepubliceerd in 1802 door Gebauer.